# Puente del Hacho
El puente del Hacho está situado en el punto kilométrico 104,4 de la línea férrea Almería-Linares, uniendo los municipios granadinos de Alamedilla y Guadahortuna, junto a la pedanía del mismo nombre —El Hacho, sobre el río Guadahortuna—, y es el más largo de cuantos constituyen la red ferroviaria española.

## Proyecto
En 1889 se creó la Compañía de los Caminos del Sur de España, que encarga su obra a la empresa francesa Fives Lille, que construyó el Puente del Hacho cerca del límite con la provincia de Jaén, en el TM de Guadahortuna y justo en el límite con el TM de Alamedilla, en la línea Linares-Almería, a la salida de la estación de Alamedilla y Guadahortuna.
El proyecto del mencionado puente fue encargado al estudio de Gustave Eiffel, y fueron sus alumnos y colaboradores Duvel y Butilia quienes, bajo la dirección y supervisión de Eiffel, realizaron el mencionado proyecto; a principios de la década de 1890 ya estaba concluido. El puente del Hacho tiene una estructura similar a otras obras realizadas por el mismo estudio, como la Torre Eiffel o el Puente de San Juan en Oporto. Los trabajos de construcción del Puente del Hacho durarían hasta finales de 1897. 
El puente fue puesto en servicio el 22 de marzo de 1898.

## Construcción
Es una estructura metálica de 624,6 metros de longitud y una altura de 49,85 metros en su parte más alta, realizada con perfiles estructurales del tipo: ángulo, pletina y “U”, cosidos con roblones.
La mencionada estructura formada por tres vigas de celosía, diferentes, apoyadas sobre once pilastras. Una viga central de 486 m de longitud, con 8 vanos de 60,75 m cada uno, que descansa, excepto en sus extremos, sobre 7 pilas metálicas con basamento de fábrica. Las otras dos vigas son dos pequeños viaductos de acceso, el del lado de Linares con 102 m, formado por tres vanos de 34 m cada uno, y el del lado de Almería con un solo vano de 34 m. Ambos descansan sobre pilas de fábrica, de las cuales los pilares internos hacen de estribo común para con la viga central. En los extremos del puente, los viaductos de acceso descansan sobre estribos macizos de fábrica.

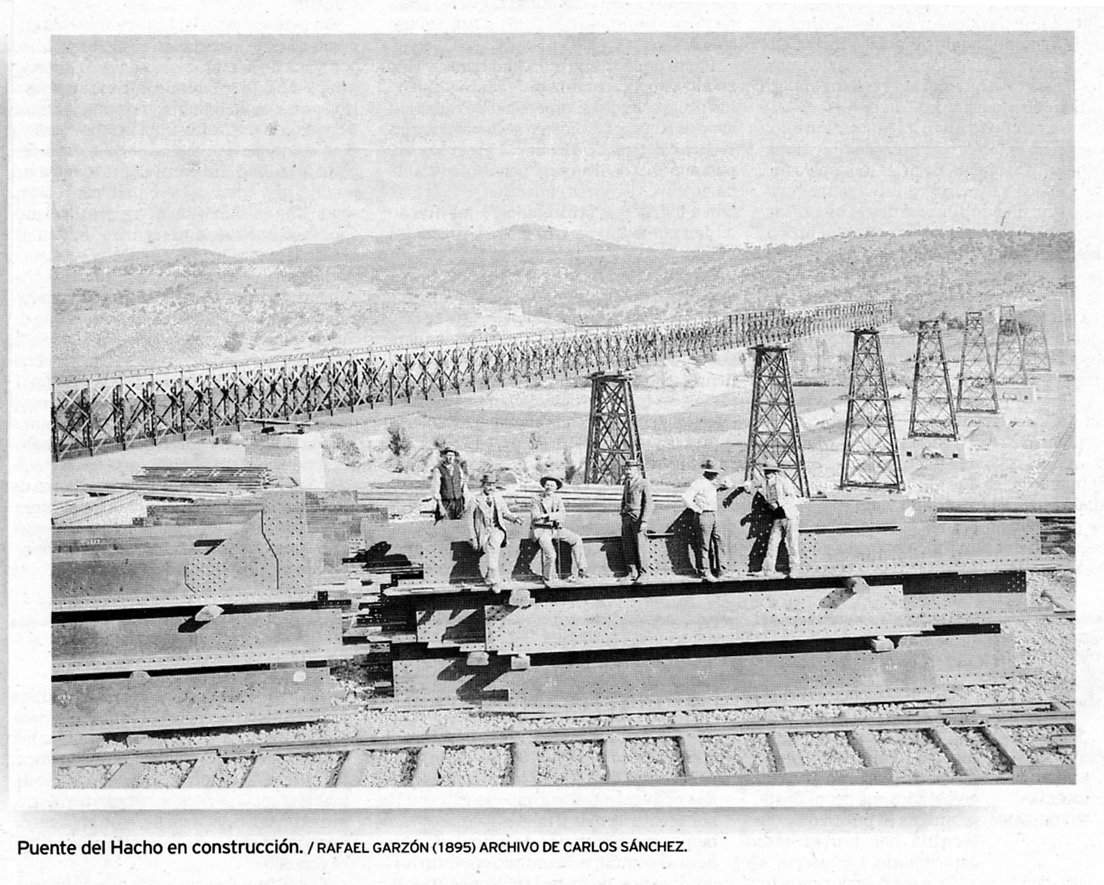
El puente en construcción.

Para visitar fácilmente y sin el menor peligro todas las partes metálicas de la obra, y practicar cuando sea necesario la reparación del roblonado, se colocó una pasarela en la base de los tramos del viaducto principal y en la parte central del mismo, que permite recorrerlo en toda su longitud. De la mencionada pasarela puede subirse al nivel del carril a través de una escala metálica colocada en cada extremo de la misma y acceder a cada una de las pilas metálicas mediante una escala de hierro que permite la bajada hasta los basamentos de fábrica.
El engrapado de las pilas en el basamento de fábrica se hace por medio de un sólido tirante, situado en el eje del montante y unido a este en la parte superior que cruza la fábrica en una especie de vaina de hierro fundido, que viene a unirse, por medio de un fuerte patín de acero con tuerca, a una doble viga de hierro en I transversales, coronados estos mismos con placas de acero fundido.
El basamento, construido para resistir esfuerzos verticales u horizontales, está constituido por un macizo de fábrica de mampostería, con paramentos de sillarejos en hiladas concertadas, unidas con mortero de cal de Teil, que forma un verdadero monolito, con casi uniformidad de resistencia. Su peso, de 246 tm, genera un coeficiente de seguridad de 2,15, más que suficiente para asegurar la estabilidad de la pila.
Las pilas metálicas, construidas de hierro, son del tipo clásico, con charnela de giro sobre el eje de apoyo y grapas en el macizo de fábrica, que sirven de base a la parte metálica.

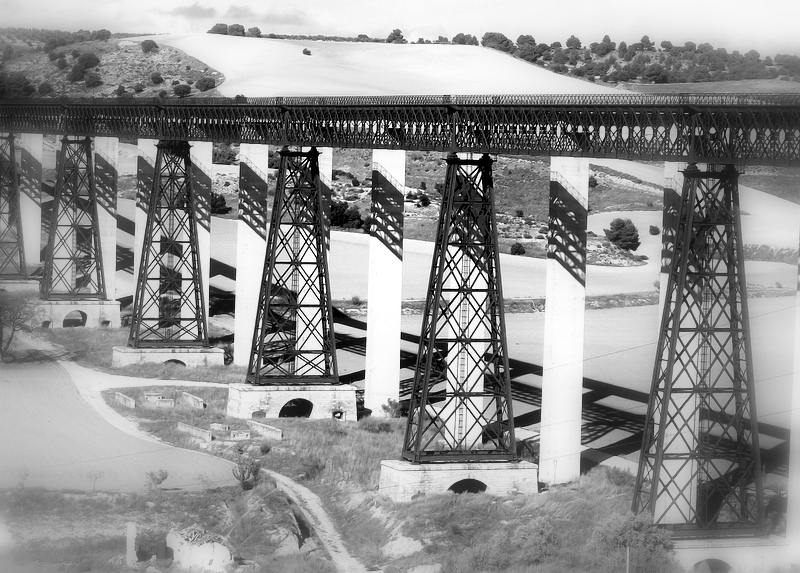
El puente en 2010.

## El puente en elsigloXX
El puente del Hacho ha sobrevivido durante más de un siglo a situaciones sociales, pasando por repúblicas, dictaduras, una guerra civil y una larga represión social. Se sirvieron del puente del Hacho para cruzar el valle del río Guadahortuna.
Ya desde su construcción se convirtió en un claro referente de la ingeniería y de la arquitectura, pues es el puente de hierro más largo de España. Dio trabajo de forma directa a cientos de personas durante su construcción, que se prolongó casi una década, originando un poblado que se ubicó en los alrededores de la estación Alamedilla-Guadahortuna y pervivió en la zona hasta la década de los años 1950, en que las condiciones de vida, endurecidas por la posguerra, provocaron uno de los mayores éxodos de emigración de la historia moderna.
Después de cruzado el puente, el tren entra en un túnel, y a la salida de éste, en la provincia de Jaén. El paso del tiempo y los avances tecnológicos provocaron la aparición de máquinas diésel, con mayor potencia y mayor capacidad de arrastre, provocando que la estructura del puente se resintiera. En particular, el plan de trasladar el mineral de Alquife a los Altos Hornos del Mediterráneo exigió que en los años 1970 se construyera uno nuevo en hormigón paralelo al original.
Antes de una década, la estación de Alamedilla-Guadahortuna quedó en total desuso, junto con el Puente de Hierro del Hacho. Diez años más tarde, RENFE lo vendió al  industrial chatarrero José Trashorras Domínguez, junto con otros puentes de la misma línea.
A mediados de noviembre de 1978, un trabajador de la compañía eléctrica que realizaba trabajos cotidianos coincidió en un bar del pueblo con un grupo de trabajadores forasteros que habían ido a derribar y trocear el puente de Gobernador, y a lo largo de la comida se comentó que el siguiente puente sería el del Hacho. Al regresar a Alamedilla al final de la jornada, el trabajador de la compañía eléctrica dio la alarma y compartió con la noticia con el alcalde que a su vez informó a las autoridades provinciales.

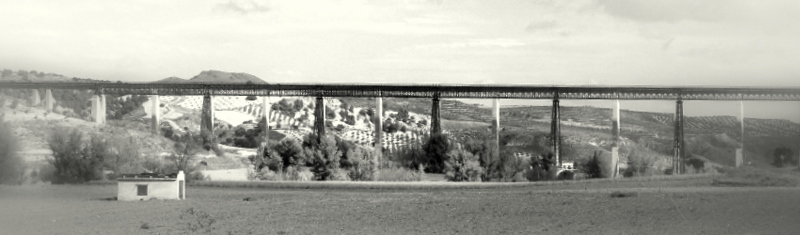
Vista lateral del puente en 2010.

El alcalde, Abelardo Corral, llevó a cabo con la protesta de los vecinos de Alamedilla. Puesto al habla el gobernador de Granada, José María Fernández Fernández, con Vicente González Barberá, delegado provincial de Patrimonio Artístico y Monumental, concluyeron en incoar expediente para su declaración como Monumento Histórico Artístico, una forma legal que paralizara la destrucción del puente. La Guardia Civil, mandada inmediatamente por el gobernador, desmontó las cargas de dinamita, ya instaladas en la base de los pilares.
Sin embargo, aquel expediente no llegó a tramitarse, iniciándose posteriormente una nueva tramitación para la declaración del puente como bien de interés cultural. En 2024 fue declarado bien de interés cultural, con la categoría de monumento.
Desde 2008, la empresa pública Adif ha cedido el uso del puente y de las instalaciones de la estación de ferrocarril a los municipios de Alamedilla y Guadahortuna, aunque las instituciones locales reclaman la cesión total para la conservación y explotación de las mismas.